# Kloster St. Elisabeth (Schaan)

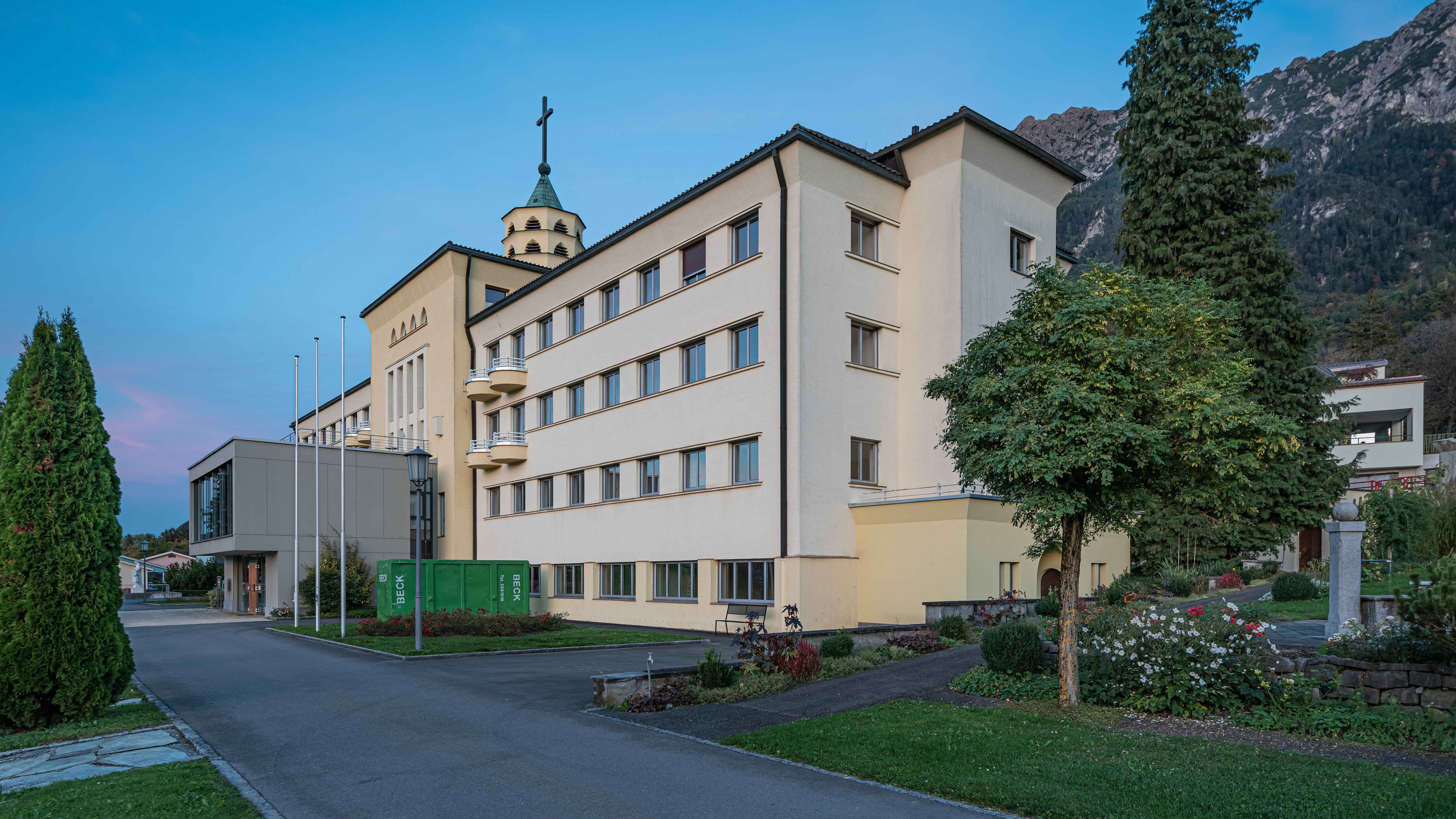
Kloster St. Elisabeth

Das Kloster St. Elisabeth in Schaan (Liechtenstein) ist ein 1935 gegründetes Frauenkloster der Anbeterinnen des Blutes Christi (lateinisch Adoratrices Sanguinis Christi, ASC).

## Geschichte
Seit 1920 lebte eine Gemeinschaft von ASC-Schwestern im Haus Gutenberg (Balzers). 1935 zog die Gemeinschaft nach Schaan, in das nach Plänen des österreichischen Architekten Arthur Wander (11. Dezember 1907, † Februar 1977) erbaute Kloster St. Elisabeth. Bis 1994/95 führten die Schwestern eine Schule, das „Institut St. Elisabeth“. Seit 2003 bietet die Klostergemeinschaft in Zusammenarbeit mit dem Verein für eine offene Kirche im Projekt „Brot und Rosen“ pastorale Angebote an.